# Ernst August Claaszen
Ernst August Claaszen (ur. 30 grudnia 1853 w Gdańsku, zm. 22 listopada 1924 w Sopocie) – kupiec, broker, kolekcjoner sztuki, amerykański urzędnik konsularny. 

## Życiorys
Urodził się w rodzinie powroźników, pochodzenia flamandzkiego. W 1872 Ernst Claaszen ukończył Akademię Handlową (Handelsakademie) w Gdańsku i praktykował w angielskiej firmie eksportowej, co mu następnie posłużyło do podjęcia szeregu przedsięwzięć (Fa. E.A. Claaszen), m.in. eksportu cukru z Gdańska do Anglii, reprezentowania towarzystwa ubezpieczeniowego ze Stuttgartu, oraz firmy Daimler, zarządzania spółką handlującą wyrobami spirytusowymi, oraz współzarządzania fabryką wyrobów kartonowych. 23 grudnia 1902 został przedstawicielem konsularnym Stanów Zjednoczonych w Gdańsku, w randze agenta konsularnego, pełniącego swoje obowiązki w zależności od potrzeb. Funkcję tę pełnił do 1915, jednocześnie kontynuując swoją dotychczasową działalność handlową.
Z powodu niepowodzeń biznesowych popełnił samobójstwo, strzelając do siebie z pistoletu w swojej willi w Sopocie. Został pochowany w Sopocie.
Żonaty z Marthą (zm. 1945), z którą miał trójkę dzieci: Arthura (ur. 1886), Teodorę (ur. 1890) i Ruth (1907-2005), od 1934 małżonkę duńskiego konsula Haralda Kocha. Syn Arthur w 1915 poległ na froncie wschodnim.